# 8280 Petergruber
8280 Petergruber este un asteroid din centura principală, descoperit pe 7 august 1991, de Henry Holt.